# 軼事記錄法
軼事紀錄法是一種不限時間，不受主題，不受情境的觀察法。主要適用於小動物或幼兒。

## 特色
猜測行為原因，了解行為過程，獲取反映回饋。若可按時間筆記，則可更加了解行為反應的準確時間。進而進行溝通，教育等行為。通常認為遊戲中較容易獲取觀察時機。